# Eurrinodelfínids
Els eurrinodelfínids (Eurhinodelphinidae) són una família extinta de cetacis odontocets que tingueren una distribució cosmopolita entre l'Oligocè superior i el Miocè superior. Se n'han trobat restes fòssils a Alemanya, l'Argentina, Armènia, Austràlia, Àustria, l'Azerbaidjan, Bèlgica, Costa Rica, Egipte, Eslovàquia, Espanya (al Bosc d'en Juncosa, al municipi català de Gelida), els Estats Units, França, Itàlia, el Japó, Malta, Moldàvia, Nova Zelanda, els Països Baixos, el Perú, Portugal, Suïssa i Turquia.
Eren cetacis de mida mitjana-gran i dotats de crani telescòpic. El maxil·lar inferior era més curt que el superior. Tenien el coll flexible i les vèrtebres allargades.